# Chali 2na
Ча́рльз Стю́арт (англ. Charles Stewart, род. 26 июня 1971, Чикаго, Иллинойс, США), более известный под сценическим псевдонимом Chali 2na — американский певец и рэпер. Участник группы: «Jurassic 5» и «Ozomatli».

## Биография

### Ранние годы
Чарльз родился 26 июня 1971 году в Чикаго. Затем переехал в южный центральный район Лос-Анджелеса, где в 1993 году была сформирована группа «Jurassic 5». Его воспитывала бабушка, практикующая христианка, позже он принял ислам. 
Его сценический псевдоним является отсылкой к тунцу Чарли. Он и Cut Chemist подружились в старшей школе, вместе с Mark 7even они входили в группу из трех человек под названием «Unity Committee».
Команда Комитета единства часто проводила вечера четверга, выступая в кафе Good Life, где рэперы и поэты устной речи демонстрировали свое мастерство в формате открытого микрофона. 
Их наряду с другой группой из трех человек под названием «Rebels of Rhythm», обычно выбирали любимыми исполнителями публики. 
В 2006 году Cut Chemist решил покинуть группу, чтобы заняться сольной карьерой, а в 2007 году группа «Jurassic» полностью распалась.
Он является одним из основателей активистской сальса-фанк-группы «Ozomatli».

## Музыкальная карьера

### «Jurassic 5»
Он является одним из основателей «Jurassic 5», которая хвасталась в песне «Improvise», что четыре МС звучат, как один.

### Сольный альбом
Официальный микстейп «Fish Market» был скомпилирован и выпущен в октябре 2004 года.
Микстейп называется «Рыбный рынок», и, по сути, это просто набор песен, которые я сделал с другими людьми, чувак, многие люди, возможно, не слышали или могли слышать, но, возможно, не хотели покупать этот альбом. просто чтобы услышать эту песню или что-то ещё. 
Так что люди могли просто взять его, и это может быть что-то вроде небольшого справочника по Chali 2na, прежде чем он на самом деле выпустит настоящий сольный альбом. 

Это ещё и сериал, потому что там будет «Рыбный рынок, часть 2» с кучей других вещей, которые в него не вошли.

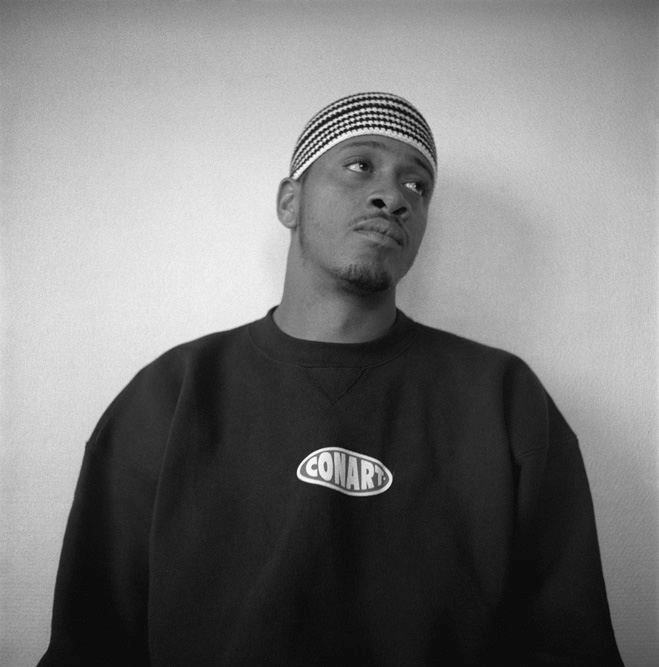
2002 год

### «Don't Stop»
"Don't Stop" - первый сингл «Fish Outta Water», появился в январе 2006 года. 
Он продемонстрировал знакомый стремительный поток 2na; в своих текстах 2na исповедовал свою приверженность культуре хип-хопа, оскорбляя рэперов, которые пренебрегают должным уважением к пионерам, таким как: Kool Herc и Afrika Bambaataa . Он также уважительно отзывался о Тупаке Шакуре.

## Фильмы
Chali 2na занимает видное место в отмеченном наградами документальном фильме «This Is the Life», рассказывающем о музыкальном движении, зародившемся в The Good Life Cafe в южной части центра Лос-Анджелеса. 
Good Life — это мастер-класс с открытым микрофоном, где он впервые выступил с Комитетом единства в начале 1990-х и основал Jurassic 5.

## Уличное искусство
Chali2na - опытный художник-граффити, много рисовал по всей Австралии, включая Перт, и был постоянным художником на Стене граффити Бонди-Бич.

## Дискография

### Студийные альбомы
«Сhali 2na»
- real as gets (2003)
- Fish Outta Water (2009)
- Adventures of a Reluctant Superhero c Krafty Kuts (2019) [15]

#### «Jurassic 5»
- Jurassic 5 (1998)
- Quality Control (2000)
- Power in Numbers (2002)
- Feedback (2006)

#### Другие проекты
- Ozomatli (1998) (с Озоматли)
- The Dino 5 (2008) (с Ladybug Mecca, Prince Paul, Scratch и Wordsworth, как The Dino 5)
- RIDS (2012) (с Roc 'C' в роли Рона Артиста)

### Микстейпы и EP
Микстейпы
- Fish Market (2004)
- Fish Market Part 2 (2010)

### Гостевые выступления
- Black Eyed Peas - " Get Original " на тему " Преодоление разрыва" (2000)
- Набухшие члены - "Полный контакт" на Bad Dreams (2001)
- Корни Манува - "Соедини точки" на " Беги, приди, спаси меня " (2001)
- Long Beach Dub Allstars - «Жизнь продолжается» в сериале « Чудеса света » (2001)
- Blackalicious - «4000 миль» на Blazing Arrow (2002)
- Корни Манува - "Революция 5" на Dub Come Save Me (2002)
- Linkin Park - "Frgt/10 (feat. Чали 2НА)" о Реанимации (2002)
- Slimkid3 - "Следуй за мной" на Liberation (2002)
- Soulive - "Doin' Something" на Turn It Out Remixed (2003)
- Формат DJ - «Мы знаем кое-что, чего вы не знаете» на тему « Музыка для зрелых би-боев» (2003)
- Озоматли - «Кто виноват» на дорожных знаках (2004)
- Сверхъестественное - «Это не игра» на SPIT (2005)
- DJ Nu-Mark подвиг. Chali 2na - "Comin 'Thru" на Mushroom Jazz Vol. 5 (2005)
- DJ Format - "The Place" на треке If You Can't Join 'Em.. . Побей их (2005)
- Fatlip - «Сегодня твой день (Whachagonedu?)» на The Loneliest Punk (2005)
- Брекестра - "Семейный рэп" на Hit the Floor (2005)
- Серхио Мендес - «Да, да, все» на Timeless (2006)
- Марсело D2 - "Вот что у меня есть" на Meu Samba É Assim (2006)
- Дэн Автоматизатор - «Ведущий» на Дэне Автоматизаторе представляет 2K7 (2006)
- Сион I и Ворчун - "Слишком много" на тему " Герои в городе наркотиков" (2006)
- X Clan - "Funky 4 You" по возвращении из Мекки (2007)
- Галактика - "Вспомни" из фильма " От угла до квартала" (2007)
- Percee P - «Не время для шуток» на Perseverance (2007)
- Aceyalone - "Eazy" на Lightning Strikes (2007)
- К'наан - "Америка" на " Трубадуре " (2008)
- Lyrics Born - "Hott 2 Deff" на везде сразу (2008)
- Могучие неудачники - "Warwalk" из научной фантастики Droppin ' (2008)
- Solillaquists of Sound - «Смерть музы» на No More Heroes (2008)
- НАСА - «Дерево людей» на тему «Дух Аполлона » (2009 г.)
- Выступление - «Начните распространять новости» на столе для взрослых (2009 г.)
- Джером XL - "King Sh # t" на De Laatste Dag (2010)
- Ракаа - «Подлая полоса» в Терновом венце (2010)
- Капюшоны на вершине холма - « Говорящие на языках » на тему « Питьевая от солнца » (2012)
- Домашняя обувь - "So Different / Moody Interlude" на Let It Go (2012)
- Run DMT - "Это или то" на " Союзе противоположностей " (2012)
- Rizzle Kicks - " Epic Dreamers' Remix " (2012)
- Немного Stoopid - "Just Thinking" на вершине мира (2012)
- О нет - «Животные» в Disrupted Ads (2013)
- Морчиба - «Лицо опасности» на Head Up High (2013)
- Савой - «Любовь меня убивает» на 1000 лет (2015)
- Krafty Kuts - "Hands High" на "Hands High" (EP)
- Cut Chemist - "Work My Mind" на Die Cut (EP) (2018)
- Немного Stoopid - "Higher Now" на тему Everyday Life, Everyday People (2018)
- Озоматли - "Либертад" на тему Либертад (EP) (2019)
- правки - «Разбить стекло» на Пути мира (2019)